# خلطة فوزية (فلم)
خلطة فوزية هو فيلم مصري من إنتاج 2009، ومن تأليف هناء عطية، وإخراج مجدي أحمد علي.

## ملخص الأحداث
تدور قصة الفيلم حول امرأة فقيرة ولكنها تملك خلطة سرية للنجاح في حياتها، تتزوج أكثر من مرة وتربي أولادها جميعا في منزله الصغير، وتتوالى الأحداث.

## الشخصيات
- إلهام شاهين (فوزية)
- فتحي عبد الوهاب
- غادة عبد الرازق
- عزت أبو عوف
- هالة صدقي
- نجوى فؤاد
- لطفي لبيب
- حجاج عبد العظيم
- عايدة عبد العزيز
- مجدي فكري
- يوسف عثمان
- نورا السباعي
- سعيد الصالح

## روابط خارجية
- مقالات تستعمل روابط فنية بلا صلة مع ويكي بيانات